# Ticket de caja

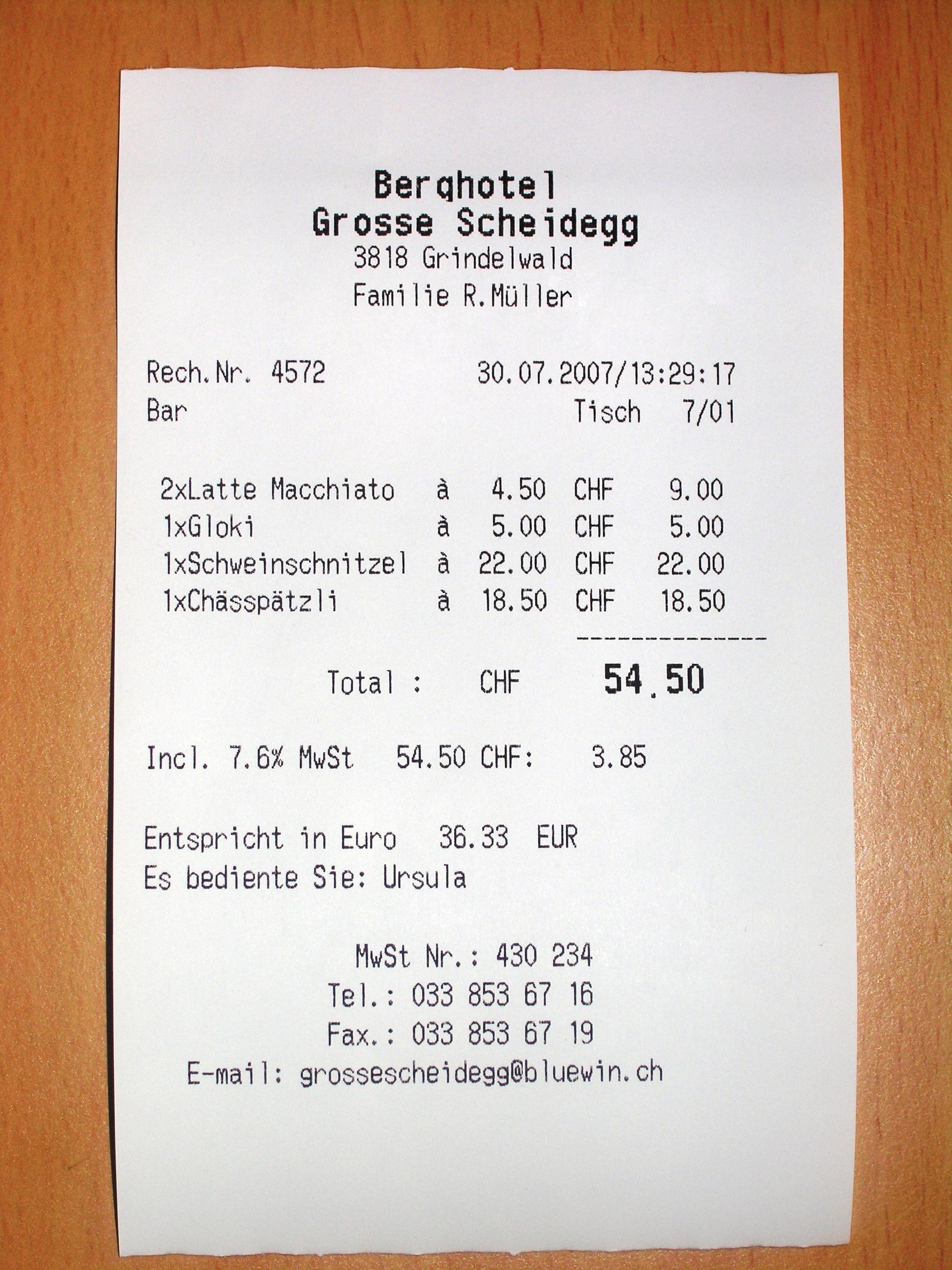
Un recibo de un restaurante suizo.

Un ticket de caja es un recibo que los comercios minoristas entregan a cada uno de sus clientes en forma de tira de papel impresa por la caja registradora, en la que aparece el resumen de sus compras y el monto que pagaron. También se emiten recibos en restaurantes y pubs bajo el nombre de además, y en bancos y cajeros automáticos para notificar transacciones . En ocasiones, en el caso de transacciones irregulares, o en ausencia de terminal (en caso de avería o en comercios que no pueden permitirse este equipo), los billetes pueden escribirse a mano .
Es un comprobante de compra (pero no una factura ). Por lo tanto, se requiere su presentación en el marco, por ejemplo, del intercambio o la recuperación de un producto . Cuando el producto se compra para ser ofrecido, es necesario, para que la persona que recibe el regalo pueda traerlo de vuelta en caso de problema, que le entregue el recibo. ; sin embargo, el hecho de que el precio de compra figure en este ticket es delicado, por lo que algunos comercios ofrecen recibos especialmente previstos a tal efecto, en los que no aparece el precio ; en general, el medio de autenticación de una posible devolución es un código de barras escrito en el ticket, que permite al comerciante encontrar la información relativa a la transacción en una base de datos .

## Descripción
Los diferentes datos que pueden aparecer en un recibo son:
- la lista de compras, presentada en forma de columnas : nombre de cada producto, precio unitario y número de unidades si son varias ;
- el monto total ;
- alguna promoción aplicada ;
- el porcentaje y monto de los impuestos, así como el servicio en el caso de un restaurante ;
- el nombre de la empresa, sus datos de contacto (dirección postal y electrónica, número de teléfono y fax, sitio web, etc.), así como su horario de apertura ;
- fecha y hora de compra ;
- el número de mesa en un restaurante ;
- la identidad o un código que identifica al cajero o al vendedor (o al mesero en un restaurante) ;
- el método de pago elegido por el cliente ;
- en el caso de un pago en efectivo, la cantidad presentada por el cliente y el cambio que se le devuelve ; este no es el caso cuando el cajero da el cambio contando la cabeza. (suele ser el caso en tiendas de abarrotes, carnicerías, panaderías, gasolineras . . . )
- un número de transacción ;
- cualquier mensaje, como publicidad o el anuncio de una operación promocional (posiblemente con un cupón o un código promocional ), o detalles relacionados con la garantía o el servicio posventa ;
- un código secreto para activar el digicode que limita el acceso a los aseos, en determinados establecimientos de comida rápida

Los recibos suelen ser monocromáticos, pero con los avances tecnológicos, algunos se imprimen a color y por ambas caras .
El sistema informático de las cajas se puede conectar al dispositivo de videovigilancia, de forma que cuando un cliente acude a la caja, el ticket de caja correspondiente queda incrustado, en directo, en las imágenes que se retransmiten al puesto de seguridad, para permitir a los agentes para comprobar que todo coincida y que no se haya robado nada.

## Legislación
En Francia, el decreto n83-50/A establece que « todo servicio debe estar sujeto, tan pronto como se haya prestado y en todo caso antes del pago del precio, con la emisión de un ticket de caja cuando el precio del servicio sea superior o igual a 25 € (IVA incluido). Para servicios cuyo precio sea inferior a 25 € (IVA incluido), la emisión de un ticket de caja  es opcional, pero se debe entregar al cliente si lo solicita » .

## Ticket digital
La ley AGEC, también conocida como ley anti-residuos y de economía circular, obliga a los comerciantes a partir del 1 de enero de 2023 a dejar de imprimir sistemáticamente el recibo. Por lo tanto, el cliente estará obligado a solicitar explícitamente la impresión de este último. 
Para anticiparse a este desarrollo legislativo y ofrecer nuevas experiencias a comerciantes y consumidores, KillBills toma cartas en el asunto desde 2021 ofreciendo una solución gratuita para consumidores y comerciantes respetando al máximo los datos personales de los usuarios.

## Medio ambiente
La mayoría de los recibos no utilizan tinta externa para imprimirse. Es el propio papel el que lo contiene, del tipo papel térmico . Al calentar el papel, se vuelve negro. A continuación, basta con calentar las zonas elegidas con cabezales de escritura térmica para " imprimir " el ticket.
La mayoría de los tickets contienen bisfenol A (pero algunos proveedores ofrecen tickets sin bisfenol y con certificación ecológica FSC ). En 2011, se consideró prohibir el bisfenol A (BPA), que es un disruptor endocrino que puede atravesar la piel o contaminar el agua de las plantas papeleras encargadas de reciclar el papel usado (hasta 440 mg/L de agua de salazón para papeles térmicos . También incluye M-terfenil, 4-bencilbifenilo, 1,2-bis (3-metilfenoxi) etano y bencil 2-naftil éter, cuatro productos sensibles al calor utilizados en estos papeles especiales. Algunos supermercados han comenzado a sustituirlo por bisfenol S (BPS), lo que no es necesariamente una buena solución según Gérard Bapt (médico y presidente del grupo) Salud Ambiental " de la Asamblea Nacional ) que recuerda que este sustituto del bisfenol no ha sido objeto de estudios suficientes para garantizar su seguridad hormonal, y que dos estudios japoneses (2005, 2006) demostraron que el BPS también lo es " un disruptor endocrino “, menos que el BPA, pero que se degrada” mucho más lento que el BPA en ambientes acuáticos y muy mal en el agua del mar donde lo llevan los ríos. 
El 19 de mayo de 2011, el Senado de Bélgica propuso prohibirlo en recibos y recibos de tarjetas de crédito. El 1 de enero de 2013, el bisfenol A fue prohibido en Bélgica para envases de alimentos destinados a niños pequeños. Ha sido generalmente sustituido por bisfenol S (BPS) y bisfenol F, también disruptores endocrinos.